# Ducula spilorrhoa
Pombo-imperial-isabel (Ducula spilorrhoa), conhecida popularmente por pombo-da-noz-moscada, é uma espécie de ave da família Columbidae.
Pode ser encontrada nos seguintes países: Austrália, Indonésia e Papua-Nova Guiné.
Alimenta-se principalmente de bagas e frutos e, como sugere o seu nome de noz-moscada selvagem, embora esta não constitua parte importante da sua dieta.
Os seus habitats naturais são: florestas subtropicais ou tropicais húmidas de baixa altitude, florestas de mangal tropicais ou subtropicais e pântanos subtropicais ou tropicais.
A sua época de reprodução parece ser diferente de região para região, sendo de Setembro a Janeiro na Nova Guiné e de Outubro a Novembro na Austrália. Os pombos constroem um ninho de ramos numa árvore ou arbusto onde a fêmea põe apenas um ovo que é incubado pelo casal durante 26 a 28 dias.